# وندیز

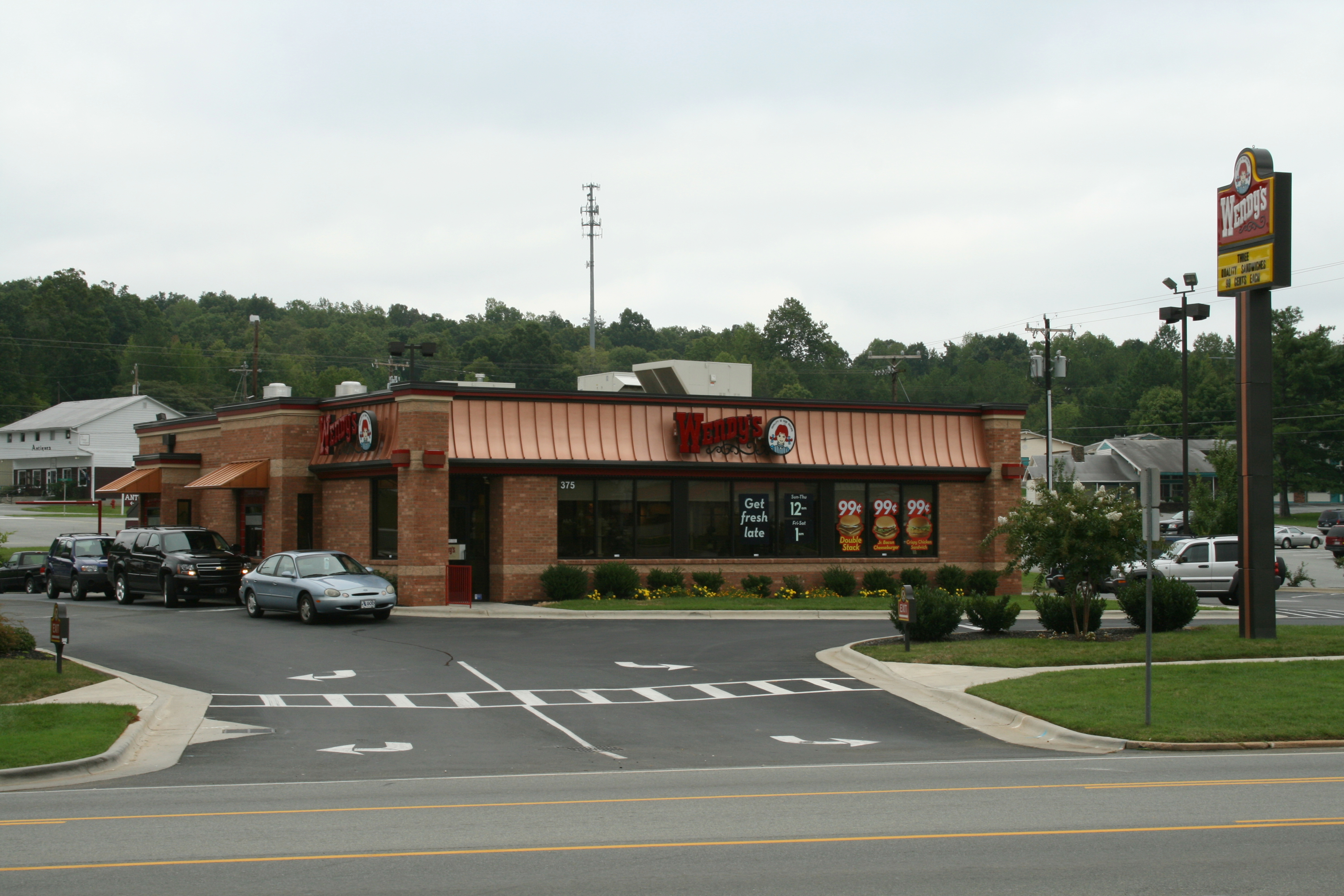
رستوران وندیز در هیلسبورگ، کارولینای شمالی

وندیز (به انگلیسی: Wendy's) یک رستوران فست‌فود زنجیره‌ای است. وندیز به وسیله دیو تماس در ۱۵ نوامبر ۱۹۶۹ در کلمبوس، اوهایو، ایالات متحده تأسیس شد. در مارس ۲۰۱۰، وندیز بعد از مک‌دونالدز و برگر کینگ، با داشتن ۶٬۶۵۰ شعبه، سومین فست‌فود همبرگر بزرگ جهان اعلام شد.